# Шазни Люис
Триша Мари Люис (на английски: Tricia Marie Lewis) или просто Шазни Люис е английска певица и текстописец, родена на 14 октомври 1975 година в Лондон, Англия и става известна в края на 90-те години в британската група Ол Сейнтс. След разделянето на групата започва солова кариера и през 2004 издава дебютния си албум Open. През февруари 2006 година ражда сина си Tyler-Xaine от танцьора Christian „Storm“ Horsfall.

## Дискография

### Студийни албуми
- Open (2004)

### Сингли
- Dream the Dream (2003)
- Never Felt Like This Before (2004)
- You (2004)

## Видеоклипове
| Видеоклип                   | Премиера | Албум |
| --------------------------- | -------- | ----- |
| Never felt like this before | 2004     | Open  |
| You                         | 2004     | Open  |